# Tram van Sofia

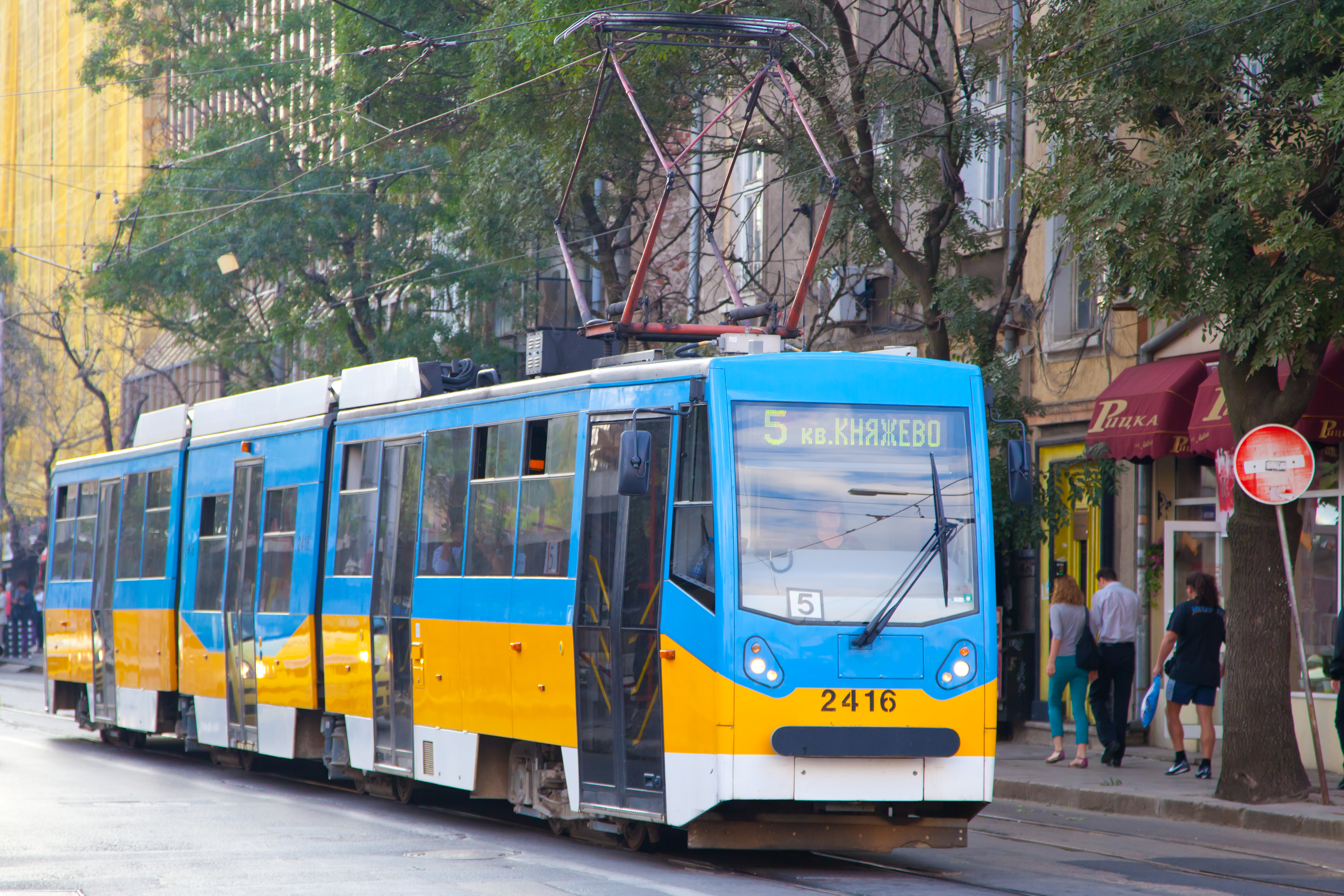
Type T8M-700IT Inekon.

De Tram van Sofia vormt samen met de Metro van Sofia de ruggengraat van het openbaar vervoer in de Bulgaarse hoofdstad Sofia. Het tramnet ging van start op 01-01-1901 meteen met elektrische trams. Vanaf het begin werden buitenlandse trams aangeschaft, maar tussen 1931 en 1991 maakte het trambedrijf in eigen beheer tramvoertuigen.
Sinds 1987 is er naast het tramnet met een spoorbreedte van 1009 mm ook een normaalsporig tramnet. In 2013 werden de eerste trams met een geheel lage vloer in dienst gesteld.

## Galerij

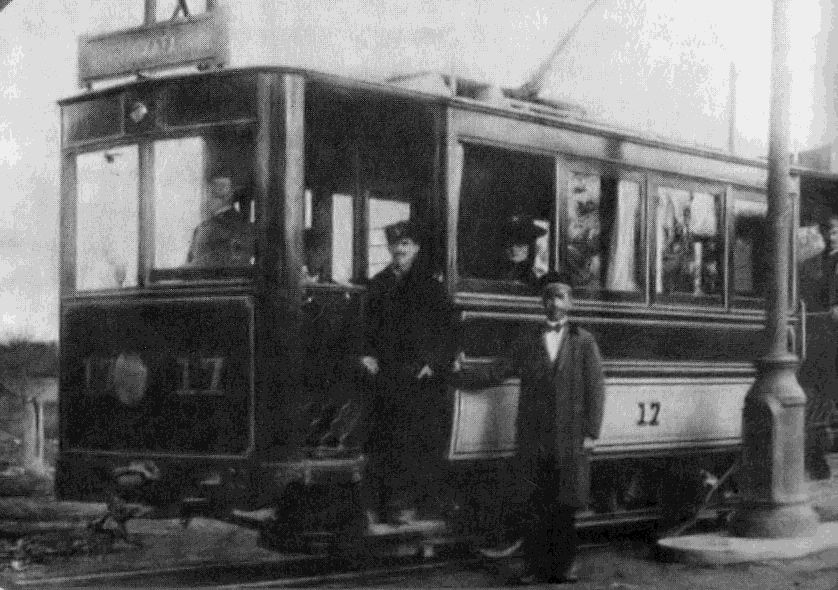
Een van de eerste trams van Sofia.
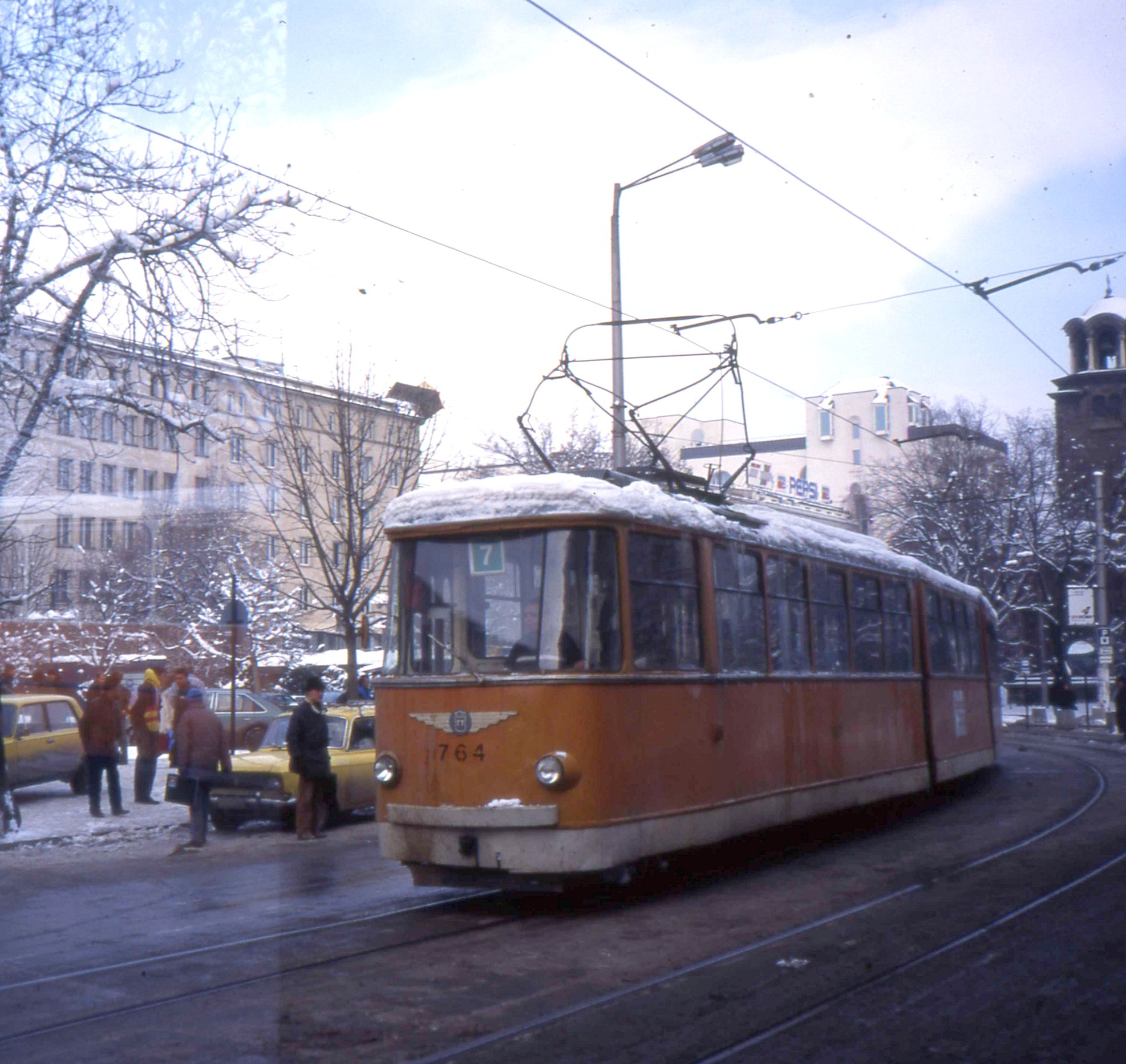
Een achtasser type Sofia 70.
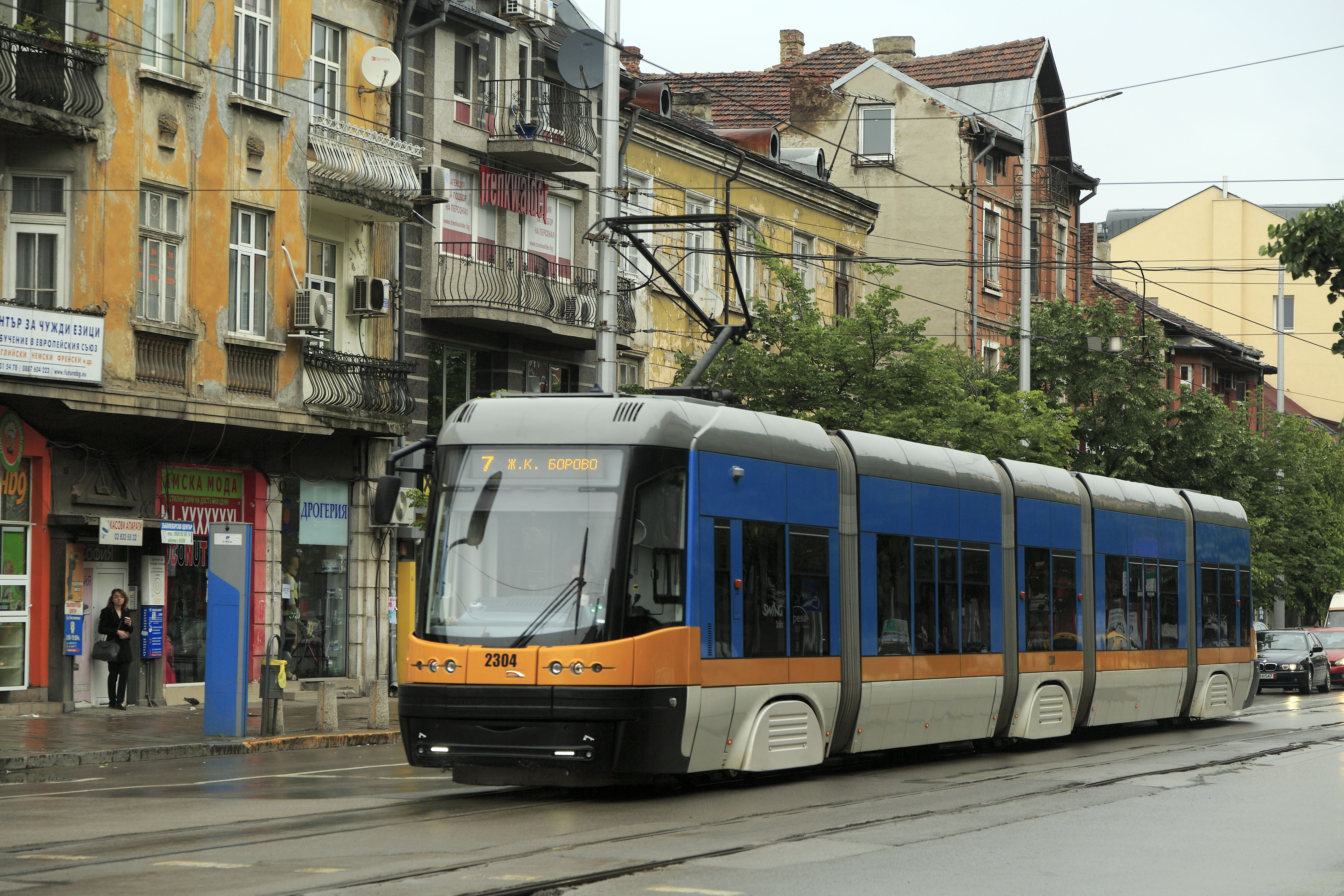
Een zesasser met lagevloer.
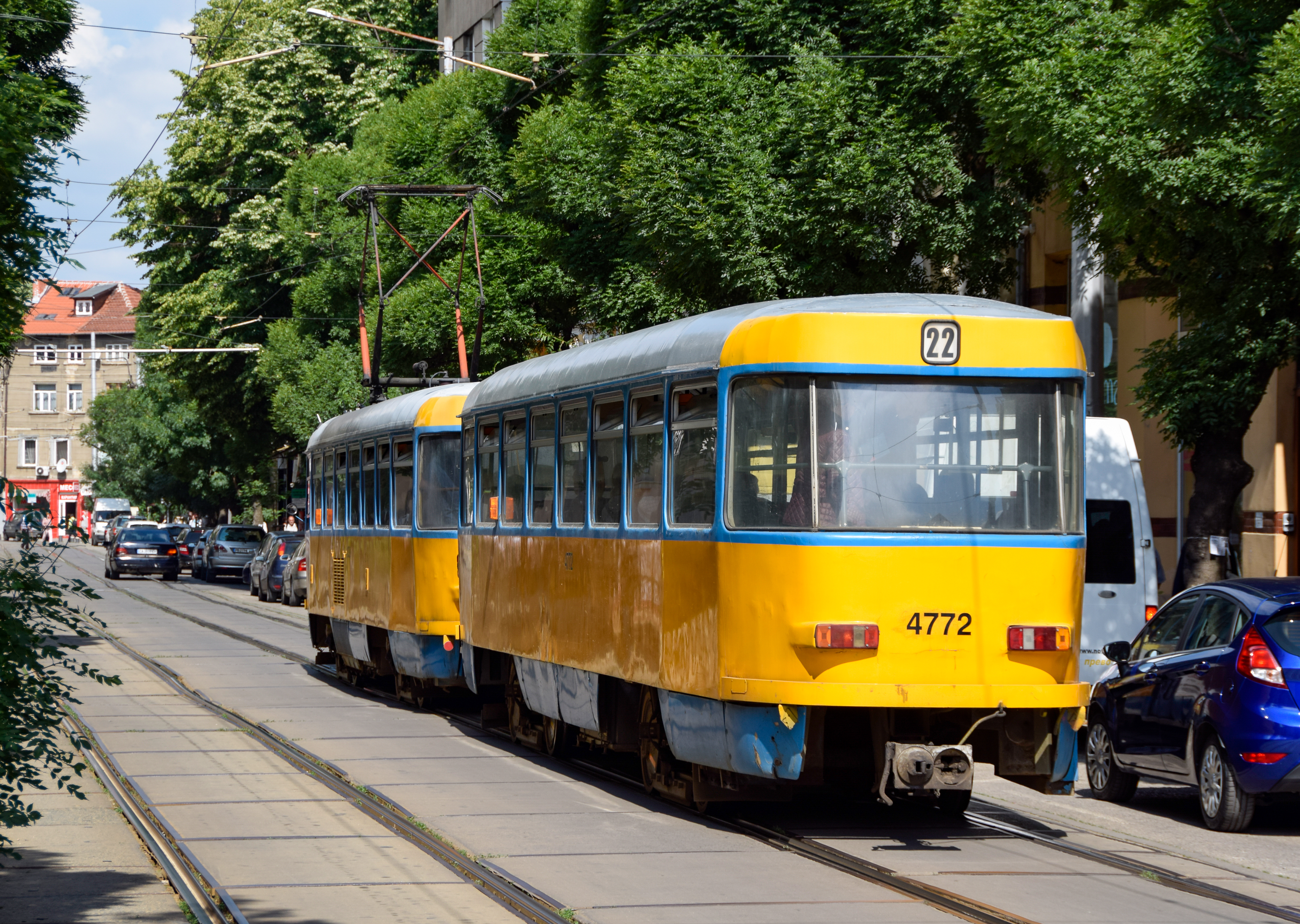
Tatra T4 tram